# 斑點複齒脂鯉
斑點複齒脂鯉（学名：Distichodus maculatus）為輻鰭魚綱脂鯉目琴脂鯉亞目複齒脂鯉科的其中一種，為熱帶淡水魚，分布於非洲剛果河流域，體長可達31公分，棲息在開闊且植物生長茂密的溪流，生活習性不明。
其种加词“maculatus”意为“有斑点、斑块、斑纹的”。